# Librería de Ávila
Librería de Ávila es el actual nombre de la librería más antigua de la ciudad de Buenos Aires, cuyos orígenes se remontan a fines del siglo XVIII. Tradicionalmente fue conocida como Librería del Colegio, llamada así porque daba frente al Colegio Mayor de San Ignacio, que sería luego el Colegio de San Carlos y, desde 1863, el actual Colegio Nacional de Buenos Aires. 
En 1785, el farmacéutico Francisco Salvio Marull abrió en la esquina de las calles Potosí y Santísima Trinidad (hoy Adolfo Alsina y Bolívar) la tienda La Botica, primer local donde se vendieron libros en Buenos Aires, según muchos historiadores. Ubicada a cien metros de la Plaza Mayor y frente al Café de Marco donde se reunieron los revolucionarios de 1810, la botica estaba también frente al Colegio Real de San Carlos, a cargo de los jesuitas primero, y luego transformado en Colegio Nacional. En la botica también se vendió, en 1801, el primer periódico de Buenos Aires, El Telégrafo Mercantil, Rural, Político, Económico e Historiográfico del Río de la Plata.

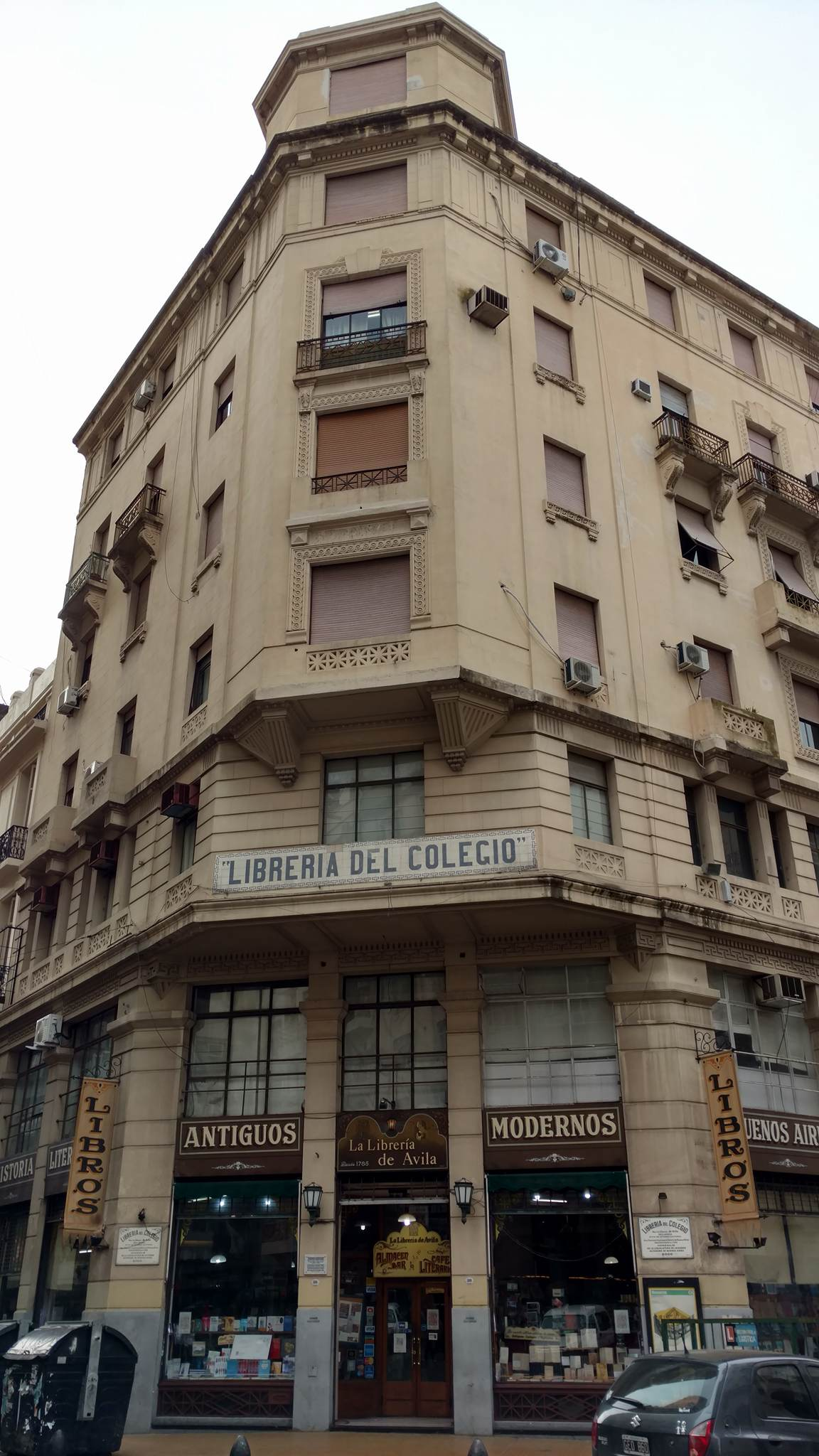
Librería del Colegio.

Los datos más concretos arrancan de 1830, año decisivo en el devenir político del país. Entonces se hallaba al frente de la librería el ciudadano germano Gustavo Halbach, llegado poco antes a Buenos Aires. Luego la casa pasó, sucesivamente, a poder de un tal Steadman, de quien no se conoce ni siquiera su nombre de pila, y de Rafael Casagemas, que fundaría más tarde la Librería del Plata.
Poco después de Caseros, adquirió el minúsculo establecimiento un emigrado francés, Pablo Morta, “bibliófilo parisiense y parlador incoercible”, según el testimonio de un contemporáneo. A buen seguro, pensamos que nuestro improvisado librero, desprendido violentamente de la madre patria a causa del sacudón de 1848, sentiría la nostalgia de los amigos bouquinstes del Sena y de los viejos libros, para decidirse al final -¡el mejor consuelo!-, a seguir viviendo entre ellos en la nueva tierra adoptiva.
	El cambio de dueño, esta vez no fue de rutina. Morta poseía cierta cultura y era un espíritu liberal. Estas condiciones determinaron, como pudo esperarse, una correlativa variante, tanto en lo que se refiere al contenido como al mismo carácter del negocio. La modesta librería de otrora –casi exclusivamente escolar y confesional- fue mudando su surtido con novedades importadas de España y Francia. La casa cobraría, de esta manera, más empuje en el campo mercantil e intelectual de Buenos Aires de entonces. Morta, por su parte, fiel a la tradición de conversador impenitente, hizo de la librería el centro de una tertulia muy concurrida. Ese corrillo llegó a constituir, en opinión de un fino escritor, un amable rincón espiritual de Francia, la patria añorada. Allí se daban cita casi diaria Alberto Larroque y Alejo Peyret, ya vueltos de su magisterio en Concepción del Uruguay, quienes alternaban con Amadeo Jacques y Alfredo Cosson, profesores del vecino colegio. Al grupo se agregarían, luego, Augusto Favier, el retratista famoso; el polígrafo Juan Mariano Larsen, médico y escritor; Julio Pelvilain, hábil litógrafo, y Marcos Sastre, por entonces inspector de escuelas. Es probable que este último, muy allegado a Morta, haya influido sobre él para iniciarlo como editor. La verdad es que los dos nombres aparecen juntos en las cubiertas de algunos libros del educador montevideano: Consejos de Oro (1860), Guía del preceptor (1862) y las Lecciones de gramática castellana.
	Alrededor de 1870, el viejo librero vendió la casa a su antiguo dependiente, Juan Bautista Igon, y se radicó en Morón, don de falleció. Juan Bautista Igon se asoció con Juan Urbano y Pedro Igon y, a partir de entonces, la tradicional librería giró bajo el nombre de Igon hermanos. El cambio de firma significaría, también, una mutación profunda en las actividades y en el mismo escenario de la casa. Los Igon, pacíficos y laboriosos, eran igualmente afables y tolerantes en el trato con una clientela tan numerosa como variada por sus gustos y creencias personales. La vieja librería renovó su elenco de tertulianos; al pintoresco y animado club gálico presidido por Morta, le siguió una especie de cenáculo, en el que participaban los valores más representativos de las ciencias y letras nacionales. Uno de ellos ha evocado el ambiente y sus protagonistas. De estos últimos, dos, especialmente, gozaron de gran predicamento ante los dueños de casa: Pedro Goyena, profesor y abogado de fuste, que daba  allí cita a clientes y amigos, de igual manera que Santiago de Estrada, escritor y católico militante como el anterior, hacía su recalada diaria en la librería de paso para las oficinas de La América del Sur, situadas enfrente, en Alsina 50.
Los Igon, siguiendo el ejemplo del predecesor, tentaron suerte, a su turno, con las prensas. De estas “calaveradas literarias” son testimonio Ráfagas y Hojas al viento, de Guido Spano; Curso de historia argentina y Biografía de Monteagudo, de Clemente L. Fregeiro; El General Lavalle, de Angel J. Carranza; Elementos de literatura, de Gregorio Uriarte, y Poesías y María, de Jorge Isaacs, 1879, en un solo volumen, primera edición argentina de la popular novela aparecida en Bogotá en 1867. Los hermanos Igon se especializaron en textos de enseñanza y en obras de carácter religioso.     
A principios del siglo, Eduardo J. Cabaut, Trajano Brea y Miguel García Fernández se hicieron cargo de la casa. La nueva firma, Cabaut y Cía, dirigió sus esfuerzos hacia el propósito fundamental de colaborar con la escuela pública. Bajo este aspecto, su contribución al progreso de la enseñanza ha sido muy positiva con la edición de tratados y manuales didácticos adaptados a los usos y exigencias de nuestro medio histórico. 
En esta localización privilegiada, se instaló la Librería del Colegio hacia 1830, siendo clientes a lo largo del siguiente siglo personajes ilustres como los presidentes Bartolomé Mitre, Domingo Sarmiento y Nicolás Avellaneda y los escritores Leopoldo Lugones, Roberto Arlt, Jorge Luis Borges, Adolfo Bioy Casares y Victoria Ocampo. 
En 1926, el viejo local de la librería fue demolido, y en su lugar se construyó uno nuevo, instalado en la planta baja y subsuelo de un edificio residencial de estilo ecléctico, proyectado por el arquitecto Ángel Pascual y el ingeniero Luis Migone, en donde permanece en la actualidad.
Miguel Ávila, antes propietario de la librería Fray Mocho, adquirió la Librería del Colegio en 1994, y le impuso su nombre, manteniendo el tradicional estilo del local y transformándolo en especializado en libros y revistas antiguos, ediciones de colección y rarezas históricas. Además, en el subsuelo funciona un llamado café literario.